# کاپادوکیه (ساتراپی هخامنشی)

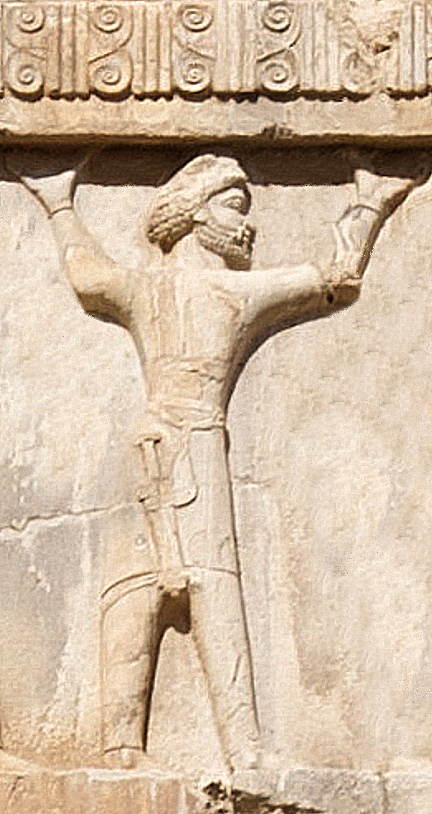
سرباز اهل کاپادوکیهِ ارتش شاهنشاهی ایران در آرامگاه خشایارشا

کاپادوکیه (به فارسی باستان : 𐎣𐎫𐎱𐎬𐎢𐎣 Katpatuka) یکی از ساتراپی‌های شاهنشاهی هخامنشی، واقع در آناتولی بود. هخامنشی‌ها از آن برای اداره مناطق بالادست کوه‌های توروس و رود فرات استفاده می کردند. پس از سقوط شاهنشاهی هخامنشی در پی حمله اسکندر مقدونی، گروهی از شاهزادگان هخامنشی توانستند استقلال خود را حفظ کرده و پادشاهی کاپادوکیه را بنیان‌گذاشتند.